# Czarny Dukt

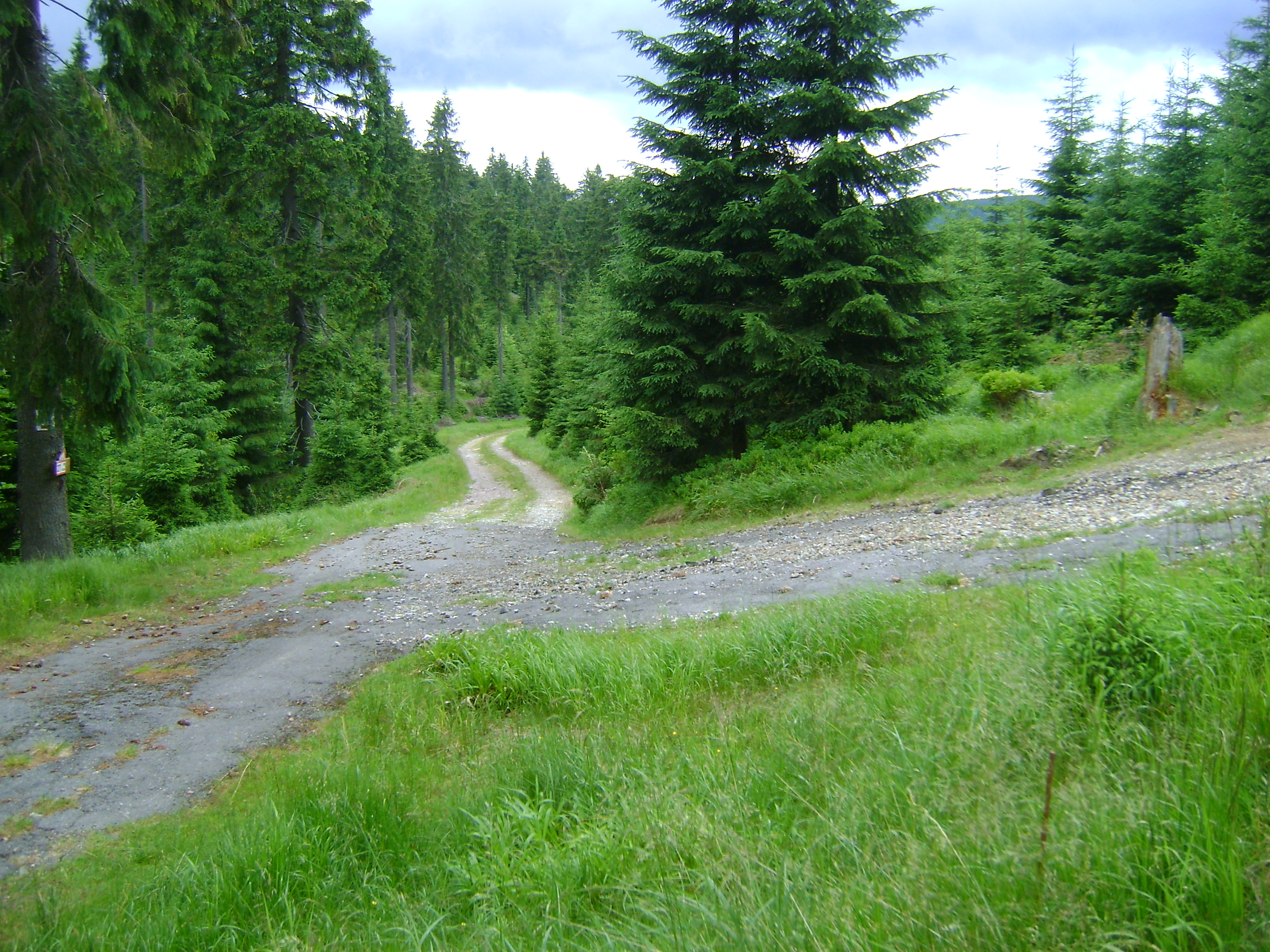
Widok na Czarny Dukt z Duktu Nad Spławami, Czarny Dukt biegnie w dół do Czarnobielskiego Duktu

Czarny Dukt  – górska droga leśna w południowo-zachodniej Polsce w Górach Bialskich, w gminie Stronie Śląskie, (powiat kłodzki).

## Przebieg i opis
Droga leśna w Sudetach Wschodnich, w Górach Bialskich, prowadząca przez teren Śnieżnickiego Parku Krajobrazowego. Droga o długości 2,2 km przy różnicy wzniesień ok. 166 m., łączy Dukt Nad Spławami z Czarnobielski Duktem. Czarny Dukt od Czarnobielskiego Duktu odchodzi na poz. 830,5 m n.p.m., przy ujściu Złotego Potoku do Bielawki około 850 m. na północny wschód od szczytu wzniesienia Jawornik Kobyliczny, do Duktu Nad Spławami dochodzi na poziomie 996,5 m n.p.m. około 540 m. na południowy wschód od szczytu wzniesienia Orlik. W przeszłości droga nosiła nazwę niem. Schwarzer Weg.

## Historia
Drogę wybudowano w XIX jako jedną z leśnych dróg w dobrach klucza strońskiego należącego do królewny Marianny Orańskiej. W przeszłości droga miała znaczenie dla lokalnego przemysłu leśnego i ruchu turystycznego, służyła głównie jako najkrótsza droga do wywózki drewna pozyskiwanego na terenie Gór Bialskich. Droga w pierwszych latach XX wieku straciła swoje znaczenie gospodarcze i zaliczana jest do jednych z zapomnianych dróg w Masywie Śnieżnika.

## Inne
Nadawanie w przeszłości nazw drogom leśnym wiązało się z polityką leśników, którzy poszczególne dukty rozróżniali na podstawie nazw.